# Flache Grübchenschnecke
Die Flache Grübchenschnecke (Lacuna pallidula) aus der Unterfamilie der Grübchenschnecken (Ordnung Sorbeoconcha) lebt auf Seetang an besonders geschützt liegenden Küsten. 

## Merkmale
Die Flache Grübchenschnecke besitzt ein gelblich-grünes bis fast weißes Gehäuse von kugeliger Gestalt mit drei bis vier sich rasch erweiternden Windungen und einer weiten, ohrförmigen Mündung und einem sehr großen und deutlichen Nabel. Die Mündung ist annähernd gleich hoch wie das gesamte Gehäuse und die letzte Windung zeigt keine Farbbänderung.
Lacuna pallidula ist, wie alle Vertreter der Littorinidae, getrenntgeschlechtlich und fällt vor allem durch die Größendifferenz der beiden Geschlechter auf. Die Gehäuse der deutlich größeren Weibchen messen 12 × 6 mm, die Männchen gerade einmal 6 × 3 mm.

## Verbreitung und Lebensweise
Lacuna pallidula lebt in Tang-bewachsenen Küstengebieten bis in maximal 70 m Tiefe. Sie bevorzugt die Braunalge Fucus serratus als Lebensraum und Nahrungsquelle, vor der Irischen Küste findet man sie jedoch auch auf der Rotalge Mastocarpus stellatus Die Schnecken ernähren sich herbivor von den Algen, auf denen sie leben.
Das Verbreitungsgebiet erstreckt sich im östlichen Nordatlantik vom nördlichen Norwegen über die Britischen Inseln bis zur Atlantikküste Frankreichs und erreicht über die Nordsee, Skagerrak und Kattegat die westliche Ostsee.